# Taperoá (ort i Brasilien, Bahia, Taperoá, lat -13,54, long -39,10)
Taperoá är en ort i Brasilien.   Den ligger i kommunen Taperoá och delstaten Bahia, i den östra delen av landet, 1 000 km öster om huvudstaden Brasília. Taperoá ligger 6 meter över havet och antalet invånare är 8 095.
Terrängen runt Taperoá är platt. Närmaste större samhälle är Valença, 18,8 km norr om Taperoá. 
Trakten runt Taperoá består huvudsakligen av våtmarker. Runt Taperoá är det ganska glesbefolkat, med 23 invånare per kvadratkilometer.